# ソウル・トレインのテーマ
「ソウル・トレインのテーマ」（原題:TSOP (The Sound of Philadelphia)）は、1974年にヒットした楽曲である。MFSB (Mother Father Sister Brother) がボーカルにスリー・ディグリーズを迎えて録音した。
日本では1974年にスリー・ディグリーズの2枚目のシングル（規格品番：ECPB-277-PH）として発売され、1975年には「TV版」として新たにシングル（規格品番：ECPB-321-PH）が発売された。
フィラデルフィア・ソウルの古典であるこの曲は、ケネス・ギャンブルとレオン・ハフが作曲した。この曲はアメリカの音楽番組『ソウル・トレイン』のテーマ曲であった。番組はアフリカ系アメリカ人の音楽パフォーマーを専門に取り扱っていた。シングルはフィラデルフィア・インターナショナル・レーベルが発売した。そして、おそらくディスコソングとして初めてBillboard Hot 100で1位を獲得した。
曲は基本的にインストゥルメンタル作品である。フィラデルフィア・ソウルのスタイルで豪華なストリングスとホルンをフィーチャーしている。ボーカルは曲中で2カ所しか登場しない。スリー・ディグリーズが最初のパートの終わりで「People all over the world」と歌う部分と、フェードアウトで「Let's get it on/It's time to get down」と歌う部分である。「People all over the world」という言葉はオリジナルバージョンでは登場しない。「ソウル・トレインのテーマ」は1974年春にBillboard Hot 100で2週間にわたりナンバーワンを獲得した。R&Bチャートでも1位(1週)を、アダルト・コンテンポラリー・チャートでも1位(2週)を獲得した。スリー・ディグリーズは1974年の後半に、ヒットシングル「天使のささやき」でアダルト・コンテンポラリー・チャートのトップに再登場することになる。
後に番組のリニューアルにより何度も再録音されたが、ディスコ・1980年代のR&B、ニュージャックスウィング、ヒップホップ、ネオ・ソウルなどのブラック・ミュージックの時代にも「TSOP(ソウル・トレインのテーマ)」は『ソウル・トレイン』のテーマソングとして引き続き使われていた。
「ソウル・トレインのテーマ」はデキシーズ・ミッドナイト・ランナーズがカバーして、12インチ版「ジャッキー・ウィルソン・セッド」のB面に収録している。後にリマスター版アルバム『カモン・アイリーン』にも収録されている。バンドはライブでも時に演奏していた。
他にも、1978年にレゲエバンドのインナー・サークルがカバーした。彼らは1970年代後半にアメリカのソウルをレイド・バックスタイルのレゲエでカバーしていた。
さらに2つのカバーが1987年（ジョージ・デューク）、1999年（サンプソン）に作られた。両方のバージョン共に『ソウル・トレイン』のメインテーマとして使用されていた。特に、1999年のカバー版は『ソウル・トレイン』の最終回まで使用されていた。
1995年に発売されたシスターラビッツのメドレー曲「汽車ポッポ鉄道どこまでも」の一部に使用された。
この曲はシチズンズ・バンク・パークでフィリーズのホームゲーム前に必ず流される。